# Любстин
Любстин (пол. Lubstyn, нім. Groß Lubstein) — село в Польщі, у гміні Любава Ілавського повіту Вармінсько-Мазурського воєводства.
Населення — 83 особи (2011).
У 1975-1998 роках село належало до Ольштинського воєводства.

## Демографія
Демографічна структура станом на 31 березня 2011 року:
|          | Загалом | Допрацездатний вік | Працездатний вік | Постпрацездатний вік |
| -------- | ------- | ------------------ | ---------------- | -------------------- |
| Чоловіки | 46      | 15                 | 27               | 4                    |
| Жінки    | 37      | 8                  | 21               | 8                    |
| Разом    | 83      | 23                 | 48               | 12                   |